# Artur Waś
Artur Waś, né le 14 juin 1986 à Zakopane, est un patineur de vitesse polonais.

## Palmarès

### Jeux olympiques d'hiver
| Épreuve / Édition | Turin 2006 | Vancouver 2010 | Sotchi 2014 |
| 500 mètres        | 32e        | -              | 9e          |

### Records personnels
- 500 m : 34 s 42 (Salt Lake City, 22.11.15)
- 1 000 m : 1 min 09 s 21 (Calgary, 28.01.12)
- 1 500 m : 1 min 52 s 58 (Berlin, 28.10.01)
- 3 000 m : 4 min 21 s 36 (Heerenveen, 15.03.03)
- 5 000 m : 7 min 38 s 58 (Sanok, 27.02.05)
- 10 000 m : 18 min 08 s 83 (Varsovie, 15.01.04)